# Luikse Vechter
Luikse Vechter, (tiếng Pháp: Combattant de Liège), là một giống gà chọi của Bỉ đang có nguy cơ bị tuyệt chủng. Nó có niên đại từ cuối thế kỷ XIX, và được lai tạo đặc biệt để chọi gà. Tên của giống gà này được đặt theo tên của khu vực khởi nguồn của nó, xung quanh thành phố Liège ở Wallonia, ở phía đông miền trung nước Bỉ. Đây là một trong ba giống gà chọi của Bỉ, những giống gà chọi khác là Brugse Vechter và Tiense Vechter.

## Lịch sử
Luikse Vechter là giống gà chọi lâu đời nhất trong số ba giống gà chọi của Bỉ, Brugse Vechter, có nguồn gốc ở miền tây Flanders trong những năm đầu của thế kỷ XIX. Giống gà này trước đây đã phổ biến khắp nước Bỉ.:47

## Đặc điểm
Gà Luikse Vechter là một giống gà lớn và mạnh mẽ. Khác biệt của giống này so với gà Brugse Vechter là nó có một đường sống lưng đi ngang. Chân dày và chắc, và có màu xanh lam. Mào có 3 lớp, không có hoặc rất ít da bên má. Có 17 màu sắc được công nhận đã có trên giống gà Luikse Vechter.

## Sử dụng
Giống gà Tiens Vechter được lai tạo để sản xuất gà chọi. Do luật pháp ở Bỉ cấm chọi gà, các người chơi môn thể thao này thường đi đến miền bắc nước Pháp để chọi với nhau. Một số chủng gà này được nuôi chỉ để triển lãm tại các chương trình trình diễn gia cầm.